# Orsola Nemi
Orsola Nemi (* 11. Juni 1903 in Florenz als Flora Vezzani; † 8. Februar 1985 in La Spezia) war eine italienische Schriftstellerin.

## Biografie
Orsola Nemis Geburtsname war Flora Vezzani. Als kleines Mädchen zog sie mit ihrem Vater, einem mit einer Goldmedaille ausgezeichneten Offizier der Infanterie, nach La Spezia. Nach ihm, der am Tag der heiligen Orsola (15. Oktober 1915) gefallen war, gestaltete sie einen Teil ihres Pseudonyms. Der andere Teil lautete anfänglich Nemini (lat. Niemandes), ein Symbol für ihren widerspenstigen und unabhängigen Charakter. Im Alter von 3 Jahren erkrankte sie an Kinderlähmung, die sie für immer zeichnete. Über eine Anzeige in der Fiera Letteraria lernte sie den amerikanischen Literaten und Italienliebhaber Henry Furst (1893–1967) kennen, den sie später heiratete. Furst, war die ausschlaggebende Begegnung für die Karriere von Orsola Nemi. Dank ihm traf sie Montale, der einige ihrer Gedichte in der „Letteratura“ veröffentlichte. Von Bompiani wurde ihr die wichtige Aufgabe anvertraut, bei dem monumentalen Werk des „Dizionario delle Opere e dei Personaggi“ mitzuarbeiten. Intensiv und gewinnbringend war auch die Freundschaft und Zusammenarbeit mit Leo Longanesi, dessen Sekretärin sie in Rom war und für den sie hauptsächlich Werke französischer Autoren übersetzte, wie Alexis de Tocqueville, Balzac, Saint-Simon, Baudelaire und Flaubert.
Ihre produktivste Zeit als Autorin war die Zeit zwischen den 1930er und 1980er Jahren. Sie schrieb Romane, Erzählungen, Märchen, Sagen und Gebete, sie war eine unermüdliche und gute Übersetzerin und Mitarbeiterin von Zeitungen und Zeitschriften, wie zum Beispiel in „La Gazzetta del Popolo“, „Il Messaggero“, „L’Osservatore Romano“, „Il Tempo“, „Il Borghese“. Darüber hinaus verfasste sie Kochrezepte. Sie begann im kulturellen Klima von „Ronda“, „Nouvelle Revue Française“ und „Fiera Letteraria“ zu schreiben. Aus Anlass der der 100-jährigen Einheit Italiens schrieb sie 1961 das Theaterstück „Camicie Rosse“.
Orsola liebte vor allem Märchen und schrieb nicht wenige davon, so z. B. „Nel tesoro delle galline“. Sie veröffentlichte viele als Fortsetzungsgeschichten in einem speziellen Abschnitt für Kinder in „La Gazzetta dei lavoratori“, den sie mit „il gufo della torre“ oder „il gufo navigante“ unterschrieb. Einige beeindruckende Titel daraus waren „il Califfo curioso“, „Un naufragio tra predoni“ und „La Nave volante“. Viele davon waren dem König der Tiere gewidmet, wie zum Beispiel: „L'Orso e la capinera“, „la regina delle api“, „il granchio d oro“, „la torre dei gatti“, „il gallo tramviere“. 1944 schrieb sie „Nel paese di Gattafata“, eine lange, von Giorgio de Chirico illustrierte und von dem Verleger Documento veröffentlichte Fabel.
Nach dem Tod ihres Ehemanns widmete sie sich der Zusammenstellung des Werks „Il meglio di Henry Furst“ mit einem Vorwort von Mario Soldati und einer Einleitung von Ernst Jünger. 1980 beendete sie das Werk, das sie zusammen mit Henry Furst begonnen hatte: eine Biografie über Katharina de’ Medici.
Sie war befreundet mit vielen Intellektuellen des 20. Jahrhunderts, so zum Beispiel Anna Maria Ortese, Sibilla Aleramo, Irene Brin, Lucia Rodocanachi, Eugenio Montale, Drusilla Tanzi („la moglie Mosca“), Emilio und Leonetta Cecchi, Gianfranco Contini, Giovanni Comisso, Mario Soldati, Giuseppe Ungaretti, Carlo Bo, Ennio Flaiano, Silvio Negro, Sigfrido Bartolini, Anna Banti, Gianna Manzini, Federico Fellini, Italo Calvino, Leo Longanesi, Valentino Bompiani, Ernst Jünger und vielen anderen.

## Bibliografie

### Übersetzungen von 1944 und 1945
- Il Meglio di Baudelaire (Longanesi)
- L´Educazione Sentimentale di Flaubert (Longanesi)
- Bouvard et Pécuchet di Flaubert (Longanesi)
- I Pittori del Diciottesimo Secolo di Goncourt (Longanesi)
- Scandali e personaggi: scelta delle memorie di Saint Simon, 2 Bände (Documento Editore)
- Tre racconti di Flaubert (Mursia Editore)
- Le Tentazioni di S. Antonio di Flaubert (Mursia editore)

### Bücher
- Rococò (Milano, Bompiani, 1940)
- Cronaca (Milano, Bompiani, 1942)
- Nel paese di Gattafata (ed. Documento, 1944)
- Lena e il Bombo (Milano, Rosa e Ballo, 1944)
- Anime Disabitate (Roma, Atlantica, 1945)
- Maddalena della Palude (Milano, Longanesi, 1949)
- Rotta a Nord (Firenze, Vallecchi, 1955)
- I Gioielli Rubati (Milano, Bompiani, 1958)
- Il sarto stregato (Milano, Ceschina, 1960)
- Camicie Rosse (Milano, Edizioni del Borghese, 1961)
- Le Signore Barabbino (Milano, Rizzoli, 1965)
- Taccuino di una donna timida (Milano, Edizioni del Borghese, 1969)
- Il tesoro delle Galline (Milano, I.P.L, 1970)
- L’Astrologo distratto (Roma, ed. Volpe, 1971)
- I Cristiani Dimezzati (Milano, Rusconi, 1972)
- Caterina Dè Medici (Milano, Rusconi, 1980)
- Il meglio di Henry Furst (Longanesi, 1970)

### Fabeln
- Il califfo curioso
- Un naufragio tra pedoni
- La nave volante
- L'Orso e la capinera
- La regina delle api
- Il granchio d' oro
- L' anitra bianca
- Le bestie parlanti
- La torre die gatti
- La volpe e il riccio